# سورن مالینگ
سورن مالینگ (دانمارکی: Søren Malling؛ ‏ ۳ فوریهٔ ۱۹۶۴ – ) بازیگر اهل کشور دانمارک است.
از فیلم‌هایی که وی در آن نقش داشته است، می‌توان به سرزمین موعود، جنایت، یک رابطه سلطنتی، ربودن، انسان و مرغ،  ناپدید شدن و یک جنگ اشاره کرد.